# 温厄讷
温厄讷（荷蘭語：Wingene，荷蘭語發音：[ˈʋɪŋənə]）是比利时弗拉芒大區西佛兰德省蒂爾特區的一个市镇，东北与东佛兰德省接壤，通行荷蘭語，是弗拉芒社群的一部分，面积68.54平方千米，人口14,243人（2018年1月1日）。

## 地名
该地名“Wingene”发音为[ˈʋɪŋənə]（Wing/ene）而非[ˈʋɪŋɣənə]（Win/gene），《世界地名翻译大辞典》与《世界地名译名词典》将其误译作“温赫讷”。